# Uchu Nippon Setagaya
Uchū Nippon Setagaya (En japonés: 宇宙 日本 世田谷) es el séptimo y último álbum de estudio de la banda japonesa de dream pop Fishmans. Fue publicado el 24 de julio de 1997 por Polydor Records. El título del álbum puede traducirse al español como «Espacio exterior, Japón, Setagaya».

## Contexto
Después de firmar un contrato con Polydor Records que implicaba la publicación de tres álbumes, Fishmans sacó a la venta Kuchu Camp y Long Season, ambos en el año 1996. La banda volvió a su estudio, Waikiki Beach, para grabar un tercero, pero se vieron abrumados ante la tarea. A menudo, el vocalista principal, Shinji Sato, aparecía en los ensayos con grabaciones prácticamente completas, lo cual enfadaba al resto de miembros de la banda.
Este sería en un principio el último álbum de estudio de la banda antes de su ruptura, pero sacaron a la venta dos álbumes de música en directo más: 8月の現状 en 1998 y 98.12.28 男達の別れ en 1999. Sato falleció de una cardiopatía con la que había estado lidiando toda su vida tres meses después de haberse grabado este último.

## Estilo
El álbum ha sido englobado dentro del dub, el dream pop, la música psicodélica o la música ambiental.

## Recepción
Crack Magazine describió el CD como «su álbum más pulido» y elogió la forma en la que Fishmans «habían conseguido convertirse en los maestros de la repetición, usándola para conjurar sensaciones flotantes y expansivas».

## Pistas
| N.º | Título                                                   | Duración |  |
| 1.  | «Pokka Pokka»                                            | 4:04     |  |
| 2.  | «Weather Report»                                         | 8:38     |  |
| 3.  | «うしろ姿» (Figura posterior)                            | 5:12     |  |
| 4.  | «In the Flight»                                          | 5:36     |  |
| 5.  | «Magic Love»                                             | 4:55     |  |
| 6.  | «バックビートにのっかって» (Atrapado en el contratiempo) | 8:26     |  |
| 7.  | «Walking in the Rhythm»                                  | 12:55    |  |
| 8.  | «Daydream»                                               | 8:37     |  |

- Nota: en el álbum, todos los títulos de las canciones estaban escritos en mayúscula, exceptuando las pistas número tres y seis, escritas en japonés.

## Equipo
Adaptado de las notas del CD:
Fishmans
- Shinji Sato – vocalista, guitarra
- Yuzuru Kashiwabara – bajo
- Motegi Kinichi – batería

Producción  y personal adicional
- Honzi – teclado, violín, melódica, piano, mandolina
- Michio Sekiguchi – guitarras adicionales
- ZAK – producción, mezcla, grabación
- Yuka Koizumi – masterización
- Tak – grabación
- Mei Sumita – fotografía